# Milionário e José Rico
Milionário e José Rico (typographié Milionário & José Rico) est un groupe brésilien de musique romantique, originaire de São Paulo, actif entre 1970 et 2015. Il est formé par les chanteurs Milionário et José Rico en 1970. Ce duo, l'un des plus célèbres du pays, se fait connaître au niveau national sous le nom de As Gargantas de Ouro do Brasil. 
43 ans après le début de leur carrière, le duo compte environ 35 millions d'exemplaires vendus de ses 29 albums enregistrés depuis 1973. Ils ont également enregistré deux DVD et deux films, Na Estrada da Vida (1980) et Sonhei Com Você (1988).

## Histoire
José Alves dos Santos, ou José Rico, naît à São José do Belmonte, dans l'État de Pernambouc. À l'âge de deux ans, il déménage avec sa famille à Terra Rica, dans l'État du Paraná. Au début des années 1960, alors qu'il montre déjà une vocation pour la musique, il tente sa chance avec différents partenaires : il forme le duo Carapó et Cambay, qui devient un trio avec l'arrivée d'Andrezinho. Le double album enregistré par Carapó et Cambay s'intitule Os amantes da seresta et contient quatre chansons : Resposta do maldito dinheiro, Nos braços de outro, Sofrendo por você et Vizitando Mato Grosso.
Les informations sur cette période de la vie de José Rico sont confuses. Selon certaines informations, il aurait également joué avec un musicien appelé Cambota, le nom de scène de Laerte Francisco Ribeiro, à Paranavaí en 1965. Selon Cambota lui-même, c'est lui qui présente José Rico à Romeu Januário, le millionnaire.
En 1969, José Rico aurait déménagé à Dourados, dans le Mato Grosso do Sul, où il serait arrivé seul et sans argent,. À l'époque, il s'efforce de survivre en faisant des petits boulots, mais il n'a jamais abandonné la musique. C'est également dans le Mato Grosso do Sul que José Rico, qui n'a jamais caché sa passion pour le football, s'essaye à l'athlétisme. Il joue pour diverses équipes amateurs et semi-professionnelles de la région.
De nombreux rapports indiquent qu'à Dourados, il est aidé par un coiffeur et présentateur de radio, João Armando Perrupato. C'est lui qui, avec un homme d'affaires du nom de Salvador Pinheiro, emmène José Rico à California, un label discographique fondé par le musicien de Piracicaba, Mário Vieira,. C'est sur ce label que Milionário et José Rico enregistrent leur premier disque, intitulé Sempre Sofrendo. Sur les 12 chansons de l'album, trois sont coécrites par José Rico et João Perrupato. Par coïncidence, ces trois chansons parlent de villes de l'État du Mato Grosso (Recordando Mato Grosso, Homenagem à Bela Vista et Cidade Moderna).

## Discographie

### Albums studio
- 1973 : Milionário e José Rico
- 1975 : Ilusão Perdida
- 1976 : Volume 3
- 1977 : As Gargantas de Ouro do Brasil - Volume 4
- 1977 : Estrada da Vida
- 1978 : Rei Sem Trono
- 1978 : Caminhos da Vida
- 1979 : Realidade
- 1980 : Trilha Sonora do Filme Estrada da Vida
- 1980 : Amor Dividido
- 1981 : Escravo do Amor
- 1982 : Tribunal do Amor
- 1983 : Amor Infinito
- 1984 : Lembrança
- 1985 : Minha Prece
- 1987 : Levando a Vida
- 1988 : Os Grandes Sucessos de Milionário e José Rico
- 1988 : Viva a Vida!
- 1989 : Trilha Sonora do Filme Sonhei Com Você
- 1991 : Vontade Dividida
- 1994 : Nasci Para Te Amar
- 1996 : De Cara Com a Saudade
- 1997 : As Gargantas de Ouro do Brasil - Volume 23
- 1999 : Milionário e José Rico - Ao Vivo
- 2000 : Sentimental Demais
- 2002 : O Dono do Mundo
- 2003 : Decida
- 2008 : Atravessando Gerações
- 2011 : Nossa História (Duplo)

### Albums live
- 1999 : Milionário e José Rico - Ao Vivo
- 2008 : Atravessando Gerações

## Filmographie
- 1980 : Na Estrada Da Vida
- 1988 : Sonhei Com Você